# Dombeya decaryana
Dombeya decaryana är en malvaväxtart som beskrevs av Arenes. Dombeya decaryana ingår i släktet Dombeya och familjen malvaväxter. Inga underarter finns listade i Catalogue of Life.